# Tirol Oriental

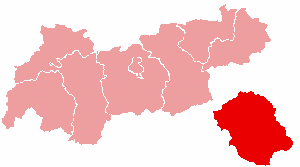
O Tirol Oriental, em vermelho

O Tirol Oriental é um exclave do estado do Tirol, na Áustria, sem fronteira com o Tirol Norte, que constitui a maior parte do território do estado. A sua existência deve-se ao facto de que a Áustria teve de ceder o Trentino-Alto Adige/Tirol do Sul à Itália pelo Tratado de Saint Germain a seguir à I Guerra Mundial. Na Áustria, o Tirol Oriental faz fronteira com a Caríntia e Salzburgo, e com as províncias italianas de Bolzano-Bozen (região de Trentino-Alto Adige/Südtirol) e Belluno (Região do Véneto). A sua capital é Lienz. O distrito (Bezirk) de Lienz é o único do Tirol Oriental.